# Shizhu (köpinghuvudort i Kina, Zhejiang Sheng, lat 28,85, long 120,10)
Shizhu (kinesiska: 石柱, 石柱镇) är en köpinghuvudort i Kina. Den ligger i provinsen Zhejiang, i den östra delen av landet, omkring 160 kilometer söder om provinshuvudstaden Hangzhou. Antalet invånare är 36 243. Befolkningen består av 17 102 kvinnor och 19 141 män. Barn under 15 år utgör 16,0 %, vuxna 15-64 år 74 %, och äldre över 65 år 9,0 %.
Runt Shizhu är det ganska tätbefolkat, med 230 invånare per kvadratkilometer. Närmaste större samhälle är Guli, 7,3 km nordväst om Shizhu. I omgivningarna runt Shizhu växer i huvudsak blandskog.
Genomsnittlig årsnederbörd är 2 368 millimeter. Den regnigaste månaden är juni, med i genomsnitt 417 mm nederbörd, och den torraste är januari, med 69 mm nederbörd.